# Albinism

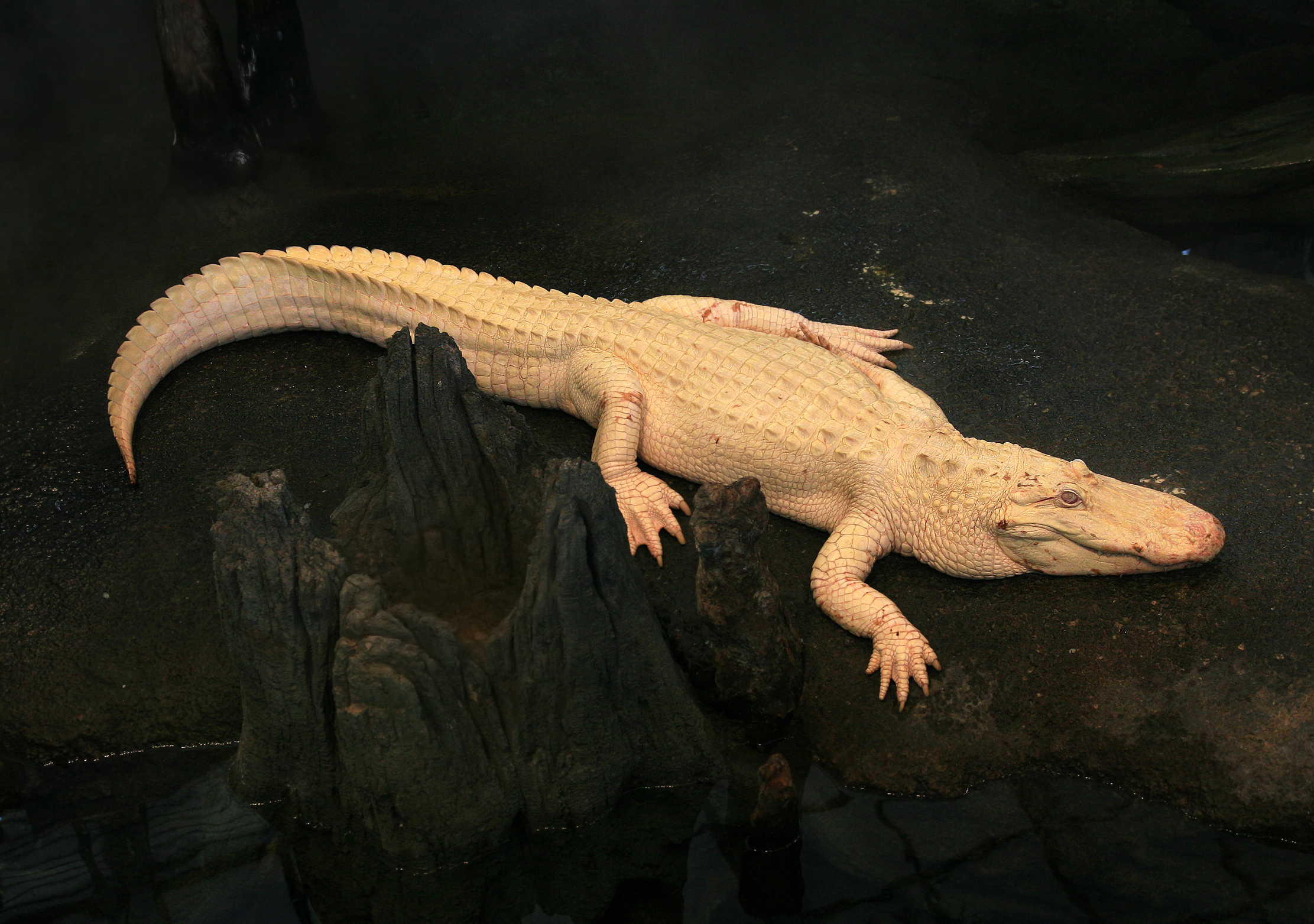
En alligator med albinism.

Albinism innebär hos djur total avsaknad av båda typerna av färgpigmenten melaniner. Detta beror på en genetisk avvikelse som resulterar i brist på tyrosinas, vilket är det enzym som startar processen som bildar melanin. Resultatet blir en helvit individ. Individer med albinism kallas ibland albino.
Partiell albinism existerar inte hos djur utan individer som är partiellt vita lider av andra pigmentavvikelser, exempelvis leucism. Albinism påverkar kroppens och ögonens känslighet för ljus och leder därmed ofta till nedsatt syn. Detta kombinerat med avsaknad av naturliga kamouflagefärger medför att det är mycket ovanligt med adulta albinodjur i vilt tillstånd i naturen.
Hos människor används begreppet mer generellt om ett flertal olika pigmentförändringar, vilka medför mycket ljus hy och ljust hår och inte enbart om personer som har brist på enzymet tyrosinas och därför saknar båda former av melanin. Därför talar man om olika former av albinism, och därtill olika grader.

## Albinism hos djur

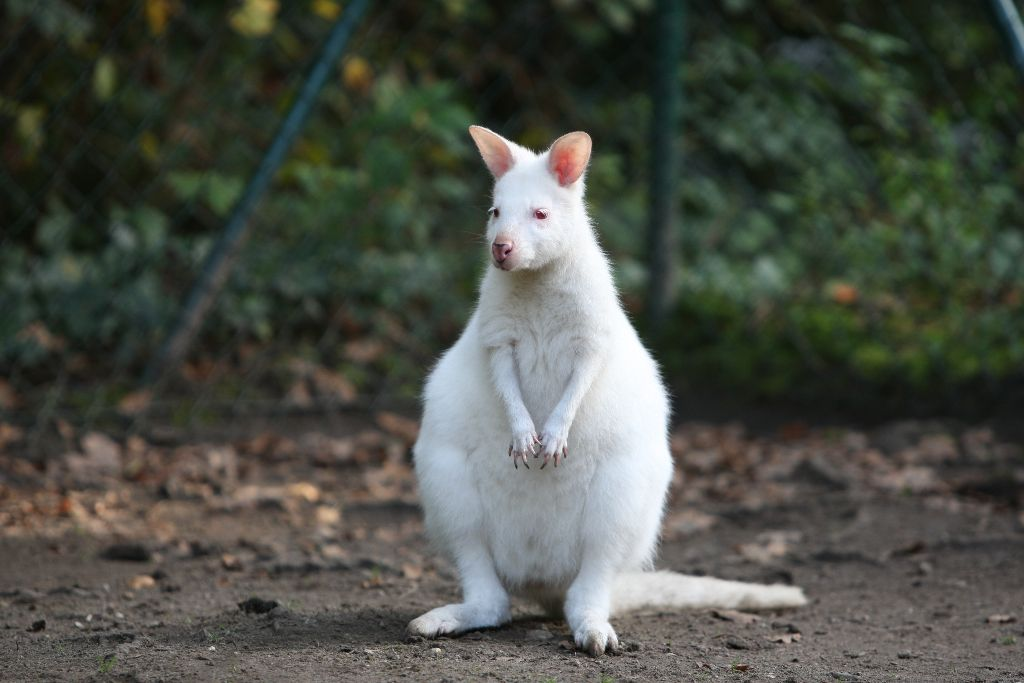
En känguru med albinism

Hos albinistiska djur är ögonen i allmänhet röda eller rosa, men kan i vissa fall även vara ljusblå. Denna röda färg beror på att blodkärlen i näthinnan syns igenom regnbågshinnan. I vilt tillstånd är det ovanligt med vuxna albinistiska individer trots att det hos vissa djur inte är helt ovanligt att det föds albinistiska ungar. Detta beror bland annat på att albinistiska ungar ibland stöts bort av föräldern, men även att albinismen påverkar djurets syn genom att de blir mycket ljuskänsliga och även får nedsatt förmåga till djupseende, vilket i sin tur bland annat ökar risken att individen blir tagen av rovdjur innan den blir vuxen. Absoluta merparten av helvita vuxna djur som observeras i vilt tillstånd lider inte av albinism utan av leucism.
Albinitstiska hästar existerar inte. Helvita hästar, som kan missuppfattas som albino, är homozygota för ett annat anlag som verkar kraftigt blekande. Den synbara skillnaden är att hästar har blågrå ögon medan en albino alltid har röda ögon. Hårremmen hos en så kallad albinofärgad häst är inte helt vit utan ljust sandfärgad/beige. De olika så kallade "albinofärgerna" hos hästar är istället Cremello och Perlino.

## Albinism hos människan

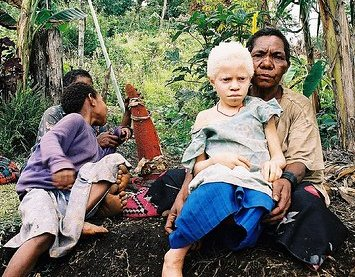
En flicka med albinism.

Begreppet albinism, när det kommer till människor, används mer generellt om ett flertal olika pigmentförändringar, vilka medför mycket ljus hy och ljust hår och inte enbart om personer som har brist på enzymet tyrosinas och därför saknar båda former av melanin. Därför talar man om olika former av albinism, och därtill olika grader. De olika formerna av albinism beror på vilken kromosom som är drabbad; om det är fråga om oförmåga att bilda melanin, avsaknad av tyrosinas, eller att omvandla tyrosin. Personer med albinism har mycket ljus- och solkänslig hy samt hår som är så ljust att det nästan är vitt. De har också ofta ögonproblem, med ofrivilliga ryckningar och dålig syn. I Sverige är synskada det vanligaste problemet, medan i solrika områden kan hudproblemen vara större.

## Bemötande
I avlägsna byar eller delar i länder som Centralafrika, Burundi och Tanzania är det många människor som tror på traditionell svartmagi och kroppsdelar från människor med albinism är högt eftertraktade hos dessa. Troféer av kroppsdelar från människor med albinism tros bringa lycka och välstånd till bäraren, och blod från en med albinism anses ha lyckobringande krafter. Mord och stympningar av människor med albinism är därför förekommande i dessa områden.